# Dimitri Tsafendas
Dimitri Tsafendas (en grec moderne : Δημήτρης Τσαφέντας ; 14 janvier 1918 — 7 octobre 1999 d'une pneumonie) est connu pour avoir assassiné lors d'une session parlementaire le 6 septembre 1966, le premier ministre sud-africain Hendrik Verwoerd, qui était considéré comme « L'Architecte de L'Apartheid ».

## Liens
- Notices d'autorité :   - VIAF
  - ISNI
  - IdRef
  - LCCN
  - GND
  - Israël
  - Norvège
  - WorldCat